# Xanrey
Xanrey település Franciaországban, Moselle megyében. Lakosainak száma 110 fő (2022. január 1.). Xanrey Juvrecourt, Réchicourt-la-Petite, Bezange-la-Petite, Lezey és Moyenvic községekkel határos.

## Népesség
A település népessége az elmúlt években az alábbi módon változott:
| Lakosok száma | 108  | 116  | 117  | 116  | 114  | 111  | 109  | 109  | 110  |
|               | 2008 | 2013 | 2015 | 2017 | 2018 | 2019 | 2020 | 2021 | 2022 |